# كاجوكنبو
كاجوكنبو، (بالإنجليزية: Kajukenbo)‏، هو خليط من فنون القتال (كيك بوكس - جودو - جوجتسو - كنبو كاراتيه - تانغ سو دو - كونج فو) وهي رياضه للدفاع عن النفس ولا يوجد بها مباريات أو مسابقات أو منافسات...الخ، ووجد هذا الفن في عام 1947م في هاواي.

## الهدف
كان الهدف الأساسي من تأسيس هذا الفن هو الجرائم المحلية، وحماية الناس، وتعليمهم الدفاع عن النفس، من البحرية الأمريكية، الذين كانو يشربون الخمر، ويبدأون بالقتال.

## معنى الكاجوكنبو
- كا : كاراتيه
- جو : جودو - جوجتسو
- كن : كنبو
- بو : كيك بوكس - كونج فو

مؤسسين الكاجوكنبو (جمعية الحزام الأسود) :
- أدريانو ديركتو إمبرادو (كنبو)
- جوزيف هولك (جودو)
- بيتر يونغ يل تشو (تانغ سو دو كاراتيه + كيك بوكس)
- فرانك أوردينيز (جوجتسو)
- جورج تشانغ (كونج فو)

ومن أشهر المدربين لهذه اللعبة في وقتنا الحالي هو الأسباني أنخل غارسيا سولدادو و مارك الدكاسكوس.